# Ruth Lister, Baroness Lister of Burtersett

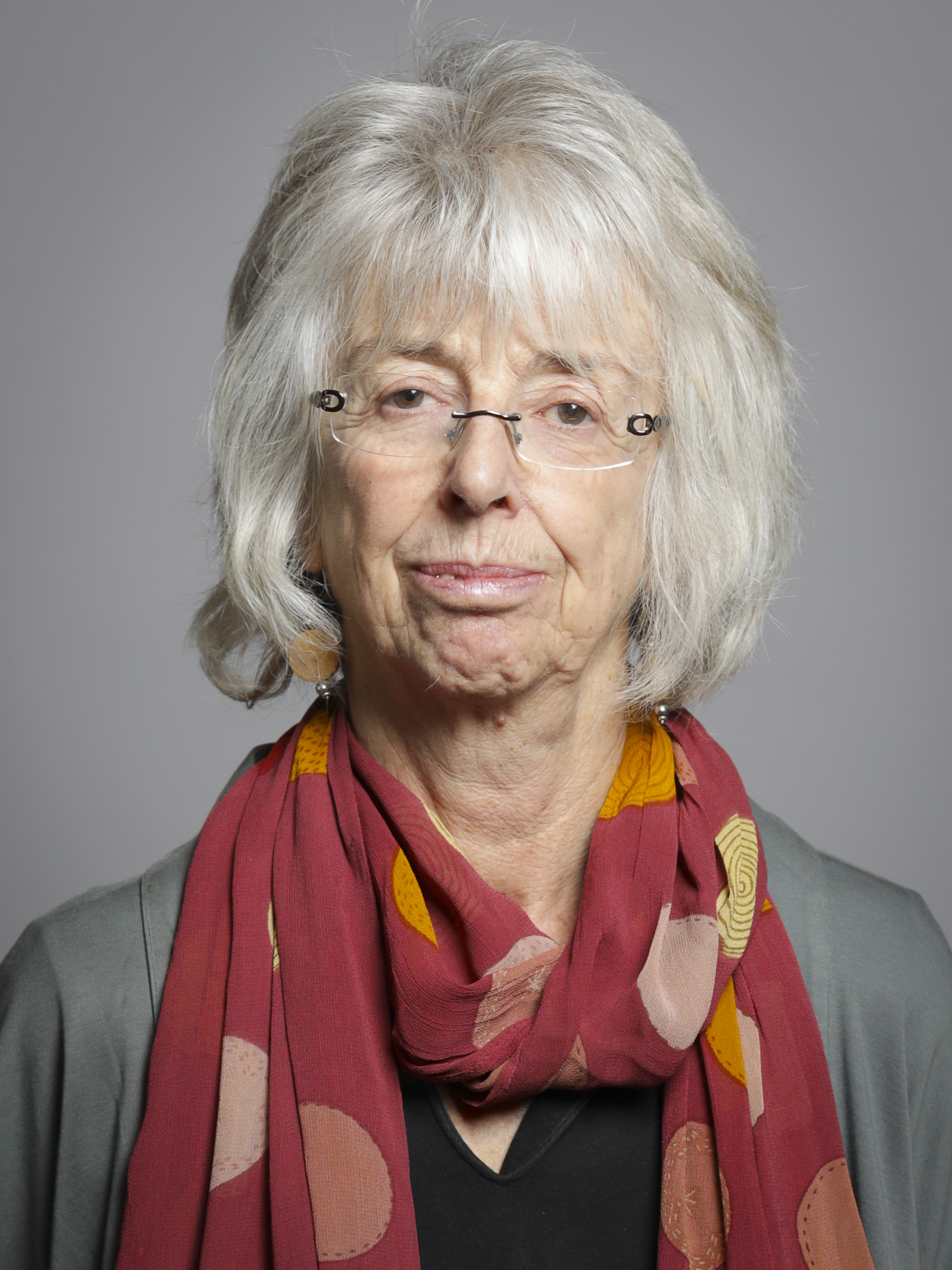
Ruth Lister, Baroness Lister of Burtersett

Margot Ruth Aline Lister, Baroness Lister of Burtersett (* 3. Mai 1949) ist eine britische Politikerin.

## Leben
Lister ging auf eine Privatschule, wo sie auf ein Studium in Oxbridge vorbereitet wurde, entschied sich aber für ein Studium an der neugegründeten University of Essex, wo sie Sozialwissenschaften studierte. Sie schloss mit einem Bachelor of Arts in Soziologie ab und machte schließlich ihren Master in Multi-Racial studies an der University of Sussex. Ihr wurden später Ehrendoktorate von der University of Manchester (1987), Essex (2012) und der Glasgow Caledonian University verliehen.
Nach Beendigung ihres Studiums arbeitete sie für die Child Poverty Action Group.
Bis Oktober 2010 war sie an der Loughborough University Professorin für Sozialpolitik. Sie wurde am 31. Januar 2011 zur Life Peeress ernannt als Baroness Lister of Burtersett, of Nottingham in the County of Nottinghamshire, und sitzt seither für die Labour Party im House of Lords. 1999 wurde ihr der Order of the British Empire verliehen, und seit 2009 ist sie Fellow der British Academy. Sie hat eine Reihe von Veröffentlichungen und Büchern geschrieben, insbesondere im Themenbereich Soziale Sicherheit und Frauenpolitik.

## Veröffentlichungen
- Supplementary Benefit Rights, 1974 ISBN 0-09-909740-0
- Welfare Benefits, 1981 ISBN 0-421-24960-9
- The Exclusive Society, 1990 ISBN 0-946744-26-2
- Women’s Economic Dependency and Social Security, 1992 ISBN 1-870358-11-2
- Citizenship: feminist perspectives, 1997, 2nd edition 2003 ISBN 0-333-94820-3
- Poverty, 2004 ISBN 0-7456-2563-0
- Poverty, 2nd edition 2020 ISBN 978-0745645971
- Gendering Citizenship in Western Europe, 2007 ISBN 1-86134-694-8
- Co-editor of Why Money Matters, 2008
- Understanding Theories and Concepts in Social Policy, 2010 ISBN 1-86134-793-6